# Бастия Мондови
Бастѝя Мондовѝ (на италиански: Bastia Mondovì; на пиемонтски: Bastìa, Бастия) е село и община в Северна Италия, провинция Кунео, регион Пиемонт. Разположено е на 294 m надморска височина. Населението на общината е 658 души (към 2010 г.).